# Sione Teisina Fuko
Sione Teisina Fuko es un político tongano, perteneciente al Partido Demócrata Popular. Se ha desempeñado como representante Popular en la Asamblea Legislativa, por Ha'apai, a la que fue elegido por primera vez en 2002.
El 15 de noviembre de 2006, pronunció dos discursos ante OBN Television y en Pangai Si'i poco antes de los disturbios de Nuku'alofa. Posteriormente fue acusado de dos cargos de sedición. El 25 de marzo de 2009 fue absuelto.
En noviembre de 2009, fue nombrado al Gabinete como Ministro de Ingresos. A diferencia de los nombramientos anteriores del gabinete, no se vio obligado a renunciar a su puesto, y continuó sirviendo como representante Popular en la Asamblea.
En las elecciones de 2010, se postuló como representante por el distrito electoral de Ha'apai 13, pero no resultó elegido, siendo derrotado por 'Uliti Uata, quien obtuvo 1090 votos a 253.